# 開頭術
開頭術（かいとうじゅつ、英:Craniotomy）は、手術方法の一つ。頭皮を切開し頭蓋骨の一部を開口する手術方法のこと。

## 解説
開頭手術は脳腫瘍や血腫といった異物の除去、外傷性脳損傷（TBI）などの脳病変に苦しむ患者に行われる重要な手術であることが多い。
パーキンソン病、癲癇（てんかん）、小脳振戦の治療のために脳深部刺激装置などの機器を外科的に留置することもできる。癲癇の手術では、その原因となっている脳の部位を切除するためにこの術式が使用される。
局所麻酔で済む穿頭術と違って、開頭術は全身麻酔が必要となる。穿頭術は肉眼で行われるが、開頭術では顕微鏡が用いられる点も異なる。主な適応疾患には、脳血管障害、脳腫瘍、頭部外傷などがある。

## 歴史
開頭術は紀元前後にインドや中国で行われたとされるが、近代医学においては麻酔法や消毒法が発達した19世紀末の1889年にWilhelm Wagnerが創始したとされる。20世紀前半にアメリカ合衆国のハーヴェイ・ウィリアムス・クッシングとWalter E. Dandyにより、脳神経外科手術は大きく発展した。クッシングは脳腫瘍手術の術式の開発を行い、また、止血用のクリップや電気凝固の創案に携わった。一方のDandyは、当時としては画期的な空気脳室撮影や気脳撮影という補助診断法を開発し、また、脳の深部にある腫瘍の手術や脳動脈瘤のクリッピング法などを発達させた。1967年には、スイスのヤシャルギルにより脳神経外科手術に顕微鏡が導入された。